# Epidemia michiganensis
Epidemia michiganensis är en fjärilsart som beskrevs av Rawson 1948. Epidemia michiganensis ingår i släktet Epidemia och familjen juvelvingar. Inga underarter finns listade i Catalogue of Life.